# Kybalion

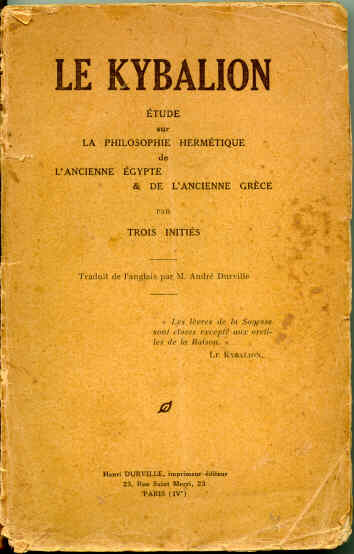
Französische Ausgabe des Kybalion (1908)

Das Kybalion ist ein unter Esoterikern und Okkultisten populäres Buch, welches erstmals auf Englisch im Dezember 1908 in Chicago veröffentlicht wurde. Das Werk beinhaltet sieben „hermetische Prinzipien“. Die Autorschaft ist nicht ganz geklärt, da die Urheber anonym blieben und das Buch selbst nur auf „drei Eingeweihte“ verweist.

## Autorschaft
Trotz der uneindeutigen Autorschaft des Kybalions ist es möglich, die Herkunft des Inhalts näher zu bestimmen. Die Veröffentlichung des Buches fällt in die Zeit der Neugeist-Bewegung in den USA. Auch wenn das Kybalion vorgibt, reine hermetische Lehre zu überliefern, verbindet es hermetisches Gedankengut mit dem des New Thought. Die sieben hermetischen Prinzipien erinnern vor allem an Schriften bekannter Autoren jener Geistesrichtung wie bspw. William Walker Atkinson, dem häufig die (Mit-)Autorenschaft an dem Werk zugeschrieben wurde.

## Inhalt des Kybalions
Inhaltlich bezieht sich das Buch auf die Aussagen der Tabula Smaragdina und des Corpus Hermeticum. Laut Kybalion war jener Hermes ein ägyptischer Meister und Begründer der esoterischen Lehren, die u. a. Alchemie und Astrologie umfassten. Die im Buch enthaltenen „Hermetischen Prinzipien“ sollen einen Schlüssel bilden, um an die Bedeutungen hermetischer Texte herangeführt zu werden. Das Ziel der hermetischen Alchemie ist laut Buch keineswegs die Herstellung eines Steins der Weisen, welcher unedle Metalle je nach Perfektion desselben in Gold oder Silber transmutiert, sondern die Umwandlung von mentalen Schwingungen in andere mentale Schwingungen. Somit wird im Kybalion vor allem von geistiger und nicht materieller Alchemie gesprochen. Grundlage dieser Auffassung ist die im Buch vertretene Ansicht, dass das „All“ geistiger Natur ist. Dessen Struktur wird nun in sieben „Prinzipien“ näher erläutert:
1. Das Prinzip der Geistigkeit: „Das All ist Geist; das Universum ist geistig.“
2. Das Prinzip der Analogie (Entsprechung): „Wie oben, so unten; wie innen, so außen; wie der Geist, so der Körper“. Die Verhältnisse im Universum (Makrokosmos) entsprechen denen im Individuum (Mikrokosmos) – die äußeren Verhältnisse spiegeln sich im Menschen und umgekehrt. Veränderungen im mikrokosmischen Bereich wirken sich folglich auch auf die Gesamtheit aus (Magie).
3. Das Prinzip der Schwingung: „Nichts ruht; alles ist in Bewegung; alles schwingt (siehe 5.).“
4. Das Prinzip der Polarität: „Alles ist zweifach, alles ist polar; alles hat seine Gegensätze; Gleich und Ungleich ist dasselbe. Gegensätze sind ihrer Natur nach identisch, nur in ihrer Ausprägung verschieden; Extreme begegnen einander; alle Wahrheiten sind nur Halb-Wahrheiten; alle Paradoxa können in Übereinstimmung gebracht werden.“
5. Das Prinzip des Rhythmus: „Alles fließt – aus und ein (siehe 3.); alles hat seine Gezeiten; alles hebt sich und fällt, der Schwung des Pendels äußert sich in allem; der Ausschlag des Pendels nach rechts ist das Maß für den Ausschlag nach links; Rhythmus gleicht aus.“
6. Das Prinzip der Kausalität (Ursache und Wirkung): „Jede Ursache hat ihre Wirkung; jedes Phänomen hat seine Ursache; alles geschieht gesetzmäßig; Zufall ist nur ein Begriff für ein unerkanntes Gesetz; es gibt viele Ebenen von Ursachen, aber nichts entgeht dem Gesetz.“
7. Das Prinzip des Geschlechts: „Geschlecht ist in allem; alles trägt sein männliches und sein weibliches Prinzip in sich; Geschlecht offenbart sich auf allen Ebenen.“